# Peter Selg

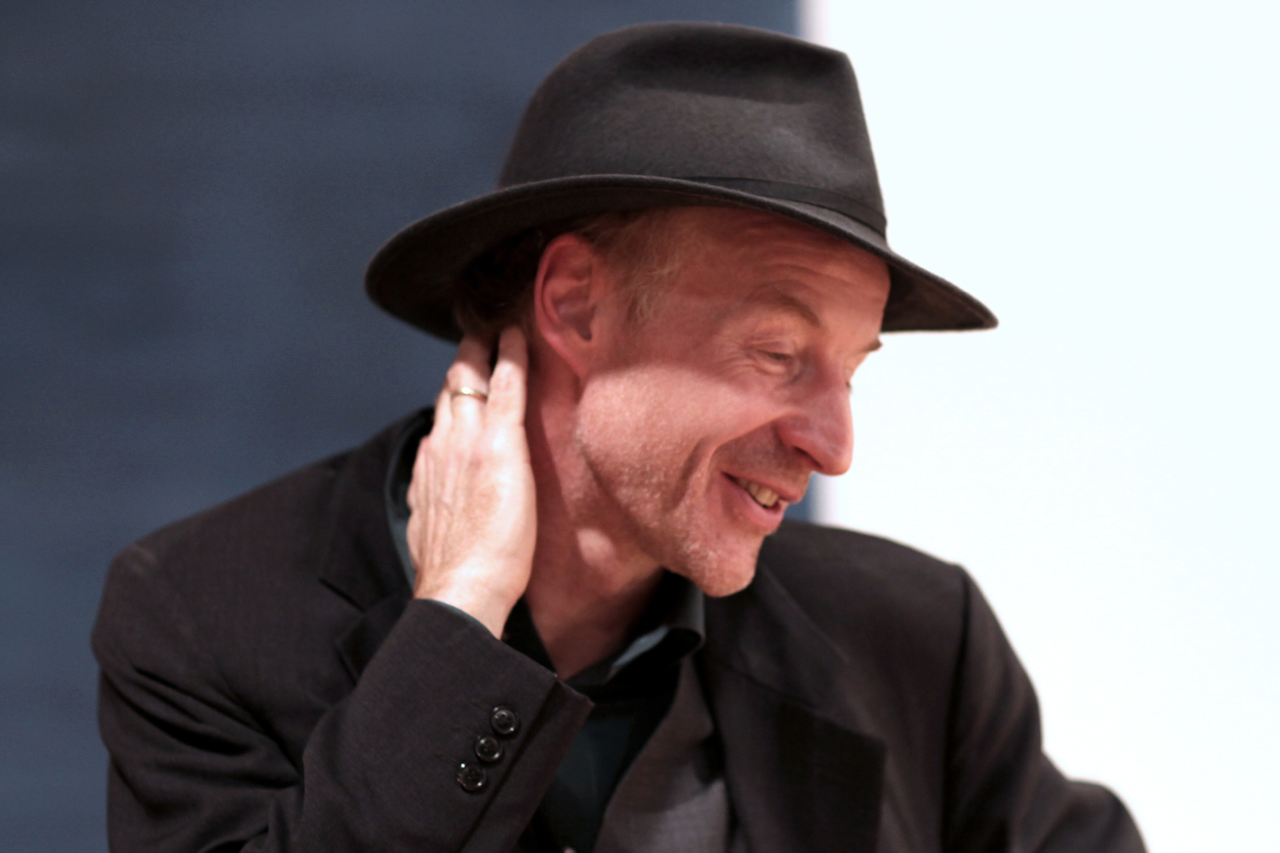
Peter Selg 2012

Peter Selg (* 5. August 1963 in Stuttgart-Hedelfingen), Facharzt für Kinder- und Jugendpsychiatrie und -Psychotherapie, ist Co-Leiter der Allgemeinen Anthroposophischen Sektion am Goetheanum und Leiter des Ita Wegman Instituts für anthroposophische Grundlagenforschung. Er lehrt medizinische Anthropologie und Ethik an der Alanus-Hochschule für Kunst und Gesellschaft (Alfter bei Bonn). Peter Selg ist Autor und Herausgeber zahlreicher Publikationen, deren Grundlage die Anthroposophie Rudolf Steiners ist.

## Leben
Peter Selg erwarb das Abitur am Robert-Bosch-Gymnasium in Wendlingen am Neckar und wurde Stipendiat der Studienstiftung des deutschen Volkes (Hochbegabtenförderung). Nach dem Zivildienst studierte er Humanmedizin in Witten-Herdecke, Berlin und Zürich und promovierte 1995 mit einer ideengeschichtlichen Arbeit über die Konzeption einer Humanphysiologie im Werk Rudolf Steiners (die später unter dem Titel „Vom Logos menschlicher Physis“ auch in Buchform erschien). Er absolvierte eine Facharztausbildung für Kinder- und Jugendpsychiatrie und -psychotherapie und arbeitete zeitweise als Oberarzt an der psychiatrischen Abteilung für Jugendliche und junge Erwachsene des Gemeinschaftskrankenhauses Herdecke (unter Peter F. Matthiessen).
Später war Peter Selg wissenschaftlicher Mitarbeiter des Freiburger Instituts für angewandte Erkenntnistheorie und medizinische Methodologie (wo er eine Werkbiographie Gerhard Kienles publizierte) und an der Medizinischen Sektion am Goetheanum. Von 2002 bis 2006 gehörte er dem Kollegium der leitenden Ärzte der Ita Wegman-Klinik Arlesheim an. Seitdem leitet er das Ita Wegman Institut für anthroposophische Grundlagenforschung und unterrichtet in Witten-Herdecke und Alfter. Zusammen mit dem Leiter des digitalen Archivs der Gedenkstätte Auschwitz-Birkenau, dem polnischen Historiker Krzysztof Antonczyk, führt er seit 2009 Seminare für Studenten zur medizinischen Ethik und zu den Medizinverbrechen des Nationalsozialismus in der Gedenkstätte Auschwitz-Birkenau durch.

## Privates
Er ist mit der Kunsthistorikerin und Slawistin Julia Selg verheiratet; sie leben mit ihren fünf Kindern bei Freiburg im Breisgau.

## Kritik
Peter Selg publizierte 2012 eine Biografie Rudolf Steiners mit einem Umfang von 2148 Seiten. Dieses 3-bändige Werk wird im akademischen Diskurs gar nicht, in führenden anthroposophischen Publikationen weitestgehend als Fehlleistung besprochen. Ramon Brüll etwa konstatiert in der Zeitschrift „Info3“, Selgs Schrift bemühe sich um die Restauration eines Heiligenbildes. Mit der Veröffentlichung der von ihm selbst als „Lebens- und Werkgeschichte“ bezeichneten Schrift, disqualifiziere sich Selg als Wissenschaftler. Franz-Jürgen Römmeler diagnostiziert, Selgs Werk „besteche nicht durch Tiefe, sondern durch schiere Breite“. Selg bringe nichts echt Neues, sondern zitiere seitenweise lediglich die Darstellungen Dritter. Wolf-Ulrich Klünker bezeichnet seine Besprechung ausdrücklich nicht als „Rezension“, weil es sich bei Selgs Werk um den „Versuch eines Monuments“ handele. Denn auch ein Steiner sei nicht erhaben über Irrungen und Scheitern gewesen. Schuld daran seien aber nicht nur – wie Selg es schildert – eine feindliche Umwelt und unverständige Mitarbeiter gewesen. Günter Röschert bemerkt, in Selgs Schrift sei vieles nur Behauptung ohne Textgrundlage, die eigentlichen Probleme in Steiners Biographie würden überspielt. Selgs Werk sei nicht Ergebnis subjektiver / objektiver historiographischer Forschung, sondern ein Werk der Agitation.

## Werke (Auswahl)
Peter Selgs Bücher sind in zehn Sprachen übersetzt und bilden die Basis seiner internationalen Vortrags- und Seminartätigkeit zum Beitrag der anthroposophischen Geisteswissenschaft für die Zivilisation der Moderne. 

### Zu Rudolf Steiner
- Rudolf Steiner 1861–1925. Lebens- und Werkgeschichte. 3 Bände. Verlag des Ita Wegman Instituts, Arlesheim 2012; 2. Aufl. in 7 Bänden, Arlesheim 2018

### Zur medizinischen Anthropologie
- Gerhard Kienle und die Universität Witten-Herdecke. Ärztliche Ausbildung und Ethik. Verlag des Ita Wegman Instituts, Arlesheim 2017, ISBN 978-3-905919-87-5.
- Die Würde des Leibes und die gesundende Kraft des Geistes. Verlag des Ita Wegman Instituts, Arlesheim 2016, ISBN 978-3-905919-81-3.9
- Hippokrates. Ärztliche Ausbildung und Ethik. Verlag des Ita Wegman Instituts, Arlesheim 2015, ISBN 978-3-905919-65-3.
- mit Peter Heusser: Das Leib-Seele-Problem. Zur Entwicklung eines geistgemässen Menschenbildes in der Medizin des 20. Jahrhunderts. Verlag des Ita Wegman Instituts, Arlesheim 2011, ISBN 978-3-905919-29-5.
- mit Sergej O. Prokofieff: Das Leben schützen. Ärztliche Ethik und Suizidhilfe. Verlag am Goetheanum, Dornach 2010, ISBN 978-3-7235-1415-3.
- Friedrich Hölderlin. Die Linien des Lebens. Verlag Freies Geistesleben, Stuttgart 2009, ISBN 978-3-7725-1807-2.
- „Alles ist unvergessen“. Paul Celan und Nelly Sachs. Pforte Verlag, Dornach 2008, ISBN 978-3-85636-179-2.
- Rainer Maria Rilke und Franz Kafka. Lebensweg und Krankheitsschicksal im 20. Jahrhundert. Pforte Verlag, Dornach 2007, ISBN 978-3-85636-175-4.

### Zu ideellen Grundlagen der anthroposophischen Medizin
- Was heisst und zu welchem Ende studiert man Anthroposophische Medizin? Verlag des Ita Wegman Instituts, Arlesheim 2017, ISBN 978-3-905919-89-9.
- Mensch und Mistel. Die Begründung der onkologischen Viscum-Behandlung durch Rudolf Steiner und Ita Wegman. Salumed Verlag, Berlin 2016, ISBN 978-3-9815535-7-4.
- mit Maurice Orange, Hartmut Ramm und Severin Poechtrager (Hrsg.): Mistelforschung und Krebstherapie. Verlag des Ita Wegman Instituts, Arlesheim 2016, ISBN 978-3-905919-79-0.
- mit Christoph Rubens (Hrsg.): Das menschliche Herz. Kardiologie in der Anthroposophischen Medizin. Verlag des Ita Wegman Instituts, Arlesheim 2014, ISBN 978-3-905919-60-8.
- als Herausgeber: „Und in der Tat, dies wirkte“. Die Krankengeschichten des Buches „Grundlegendes zu einer Erweiterung der Heilkunst nach geisteswissenschaftlichen Erkenntnissen“ von Rudolf Steiner und Ita Wegman. Eine Dokumentation. Verlag am Goetheanum, Dornach 2007, ISBN 978-3-7235-1315-6.
- Die Medizin muss Ernst machen mit dem geistigen Leben. Rudolf Steiners Hochschulkurse für die „jungen Mediziner“. Verlag am Goetheanum, Dornach 2006, ISBN 3-7235-1280-1.
- als Herausgeber: Texte zur Medizin aus dem Werk von Rudolf Steiner. II Pathologie und Therapie. Quellentexte für die Wissenschaften Band 4 (). Rudolf Steiner Verlag, Dornach 2004.
- als Herausgeber: Texte zur Medizin aus dem Werk von Rudolf Steiner. I Physiologische Menschenkunde. (= Quellentexte für die Wissenschaften. Band 3). Rudolf Steiner Verlag, Dornach 2004, ISBN 3-7274-5353-2.
- Krankheit, Heilung und Schicksal des Menschen. Über Rudolf Steiners geisteswissenschaftliches Pathologie- und Therapieverständnis. Verlag am Goetheanum, Dornach 2004, ISBN 3-7235-1215-1.
- Mysterium Cordis: Von der Mysterienstätte des Menschenherzens. Studien zur sakramentalen Physiologie des Herzorgans. Aristoteles, Thomas von Aquin, Rudolf Steiner. Verlag am Goetheanum, Dornach 2003, ISBN 3-7235-1194-5.
- Krankheit und Christus-Erkenntnis. Anthroposophische Medizin als christliche Heilkunst. Verlag am Goetheanum, Dornach 2001, ISBN 3-7235-1114-7.

### Zu Ita Wegman
- Der Mut des Heilens. Über Ita Wegman. Verlag des Ita Wegman Instituts, Arlesheim 2017, ISBN 978-3-905919-92-9.
- als Herausgeber: Ita Wegman. Erinnerung an Rudolf Steiner. 2. Auflage. Verlag des Ita Wegman Instituts, Arlesheim 2011, ISBN 978-3-9523425-3-4.
- als Herausgeber: Ita Wegman. Medizinisch-therapeutische Korrespondenzen. Verlag am Goetheanum, Dornach 2007, ISBN 978-3-7235-1317-0.
- Ita Wegman und Arlesheim. Natura Verlag im Verlag am Goetheanum, Dornach 2006, ISBN 3-7235-1277-1.
- Geistiger Widerstand und Überwindung. Ita Wegman 1933–1935. Verlag am Goetheanum, Dornach 2005, ISBN 3-7235-1229-1.
- Die letzten drei Jahre. Ita Wegman in Ascona 1940–1943. 2. Auflage. Natura Verlag im Verlag am Goetheanum, Dornach 2006, ISBN 3-7235-1205-4.
- „Ich bin für Fortschreiten“. Ita Wegman und die Medizinische Sektion. Verlag am Goetheanum, Dornach 2002, ISBN 3-7235-1140-6.

### Zu Opfern des Nationalsozialismus
- Ilse Rennefeld. Eine anthroposophische Ärztin jüdischer Herkunft im niederländischen Exil (1939–1942). Verlag des Ita Wegman Instituts, Arlesheim 2017, ISBN 978-3-906947-01-3.
- Nelly Sachs. Die Opfer des Nationalsozialismus und die „Gejagten alle auf der Welt“. Verlag des Ita Wegman Instituts, Arlesheim 2017, ISBN 978-3-905919-01-1.
- Alexander Schmorell 1917–1943. Der Idealismus der „Weissen Rose“ und das geistige Russland. Verlag des Ita Wegman Instituts, Arlesheim 2013, ISBN 978-3-905919-55-4.
- Überleben in Auschwitz. Elie Wiesel – Ruth Klüger – Ruth Elias – Primo Levi – Viktor Frankl. Verlag des Ita Wegman Instituts, Arlesheim 2010, ISBN 978-3-905919-23-3.
- Maria Krehbiel-Darmstädter. Von Gurs nach Auschwitz. Der innere Weg. Verlag des Ita Wegman Instituts, Arlesheim 2010, ISBN 978-3-905919-20-2.
- Der geistige Weg von Hans und Sophie Scholl. „Wir haben alle unsere Maßstäbe in uns selbst“. Verlag am Goetheanum, Dornach 2006, ISBN 3-7235-1275-5.